# 75 г. пр.н.е.
75 (седемдесет и пета) година преди новата ера (пр.н.е.) е година от доюлианския (Помпилийски) римски календар.

## Събития

### В Римската република
- Консули на Римската република са Луций Октавий и Гай Аврелий Кота.
- Трибунът Квинт Опимий, който се бори за възстановяване на правомощията на трибуните, е осъден на тежка глоба заради нарушаване на трибунското законодателство на Сула.[1]
- По предложение на консула Гай Аврелий е приет Lex Aurelia, който премахва ограниченията въведени от Сула върху възможността на бивши народни трибуни да заемат други магистратски постове.[2]
- Серторианската война:
  - Квинт Серторий атакува Гней Помпей преди към последния да се присъедини Квинт Цецилий Метел Пий. В битка при река Сукро лявото крило на помпеанците постига успех срещу стоящите насреща серторианци, но самият Серторий побеждава крилото водено от Помпей, а последния е принуден да се спасява с бягство. Пристигането на Метел попречва на Серторий да продължи битката.[1]
  - В нова битка в близост то Сагунтум Серторий се изправя срещу съединениете войски на Помпей и Метел. Тук той отново има частичен успех и Помпей е ранен, но въпреки това последния успява да отблъсне атаката на Серторий над лагера на помпеанците. Впоследствие серторианците са принудени да се оттеглят в очакване на подкрепления.[1]
- Преговори между Серторий и Митридат VI за съюз.

## Родени
- Гней Помпей Младши, римски политик и военачалник (умрял 45 г. пр.н.е.)
- Гай Петроний, римски конник (умрял ок. 20 г. пр.н.е.)